# Cangur antílop
El cangur antílop (Osphranter antilopinus) és una espècie de macropòdid que viu al nord d'Austràlia: a la península del Cap York de Queensland, la Top End del Territori del Nord i la regió de Kimberley d'Austràlia Occidental. És un animal pasturador gregari i localment comú.